# Droga ekspresowa S8
Die Droga ekspresowa S8 (poln. für ,Schnellstraße S8‘), auch Trasa Bohaterów Bitwy Warszawskiej 1920 r. (poln. für „Die Route der Helden der Schlacht bei Warschau 1920“) genannt, ist eine Schnellstraße in Polen. Sie führt derzeit von Breslau über Łódź und Warschau nach Białystok. Die S8 ist Teil der Europastraße 67, der so genannten „Via Baltica“. Ihre Gesamtlänge wird nach Fertigstellung der südlichen Verlängerung bis zur Grenze mit Tschechien bei Boboszów rund 692 Kilometer betragen, im Januar 2025 sind davon bereits 563 Kilometer unter Verkehr.

## Planungsgeschichte
Die Netzpläne Polens aus dem Jahre 1945 und 1946 enthielt eine Verbindung Prag – Breslau – Łódź – Warschau – Białystok – Vilnius, wobei zwischen Łódź und Warschau eine gemeinsame Trasse mit der Verbindung Posen – Warschau vorgesehen war. 1963 war die Strecke Prag – Breslau ebenfalls vorgesehen. Zwischen Breslau und Łódź jedoch gab es zwei Trassenvarianten: eine V-Lösung mit den Strecken Breslau – Łódź und Posen – Łódź sowie eine Y-Lösung mit den Strecken Posen – Kalisz, Łódź – Kalisz und Kalisz – Breslau (gemeinsame Trasse). Die Strecke sollte dann von Łódź über Warschau, Białystok in Richtung Hrodna geführt werden. 1971 war die Strecke von Prag über Breslau bis nördlich Łódź geplant, wo sie auf die Strecke Posen – Breslau treffen sollte. Eine Nebenstrecke sollte von Kalisz nach Łódź abzweigen. Von Piotrków Trybunalski war ebenfalls eine Schnellstraße bis Warschau entlang der heutigen Landesstraße 8 geplant. Von Warschau aus sollten dann zwei Schnellstraßen errichtet werden: eine nach Białystok entlang der heutigen Landesstraße 8, die andere nach Augustów entlang der heutigen Landesstraße 61. Grenzüberschreitende Trassen waren nicht mehr vorgesehen. 1976 war die Verbindung Prag – Breslau direkt nach Łódź geplant. Der Netzplan enthielt ferner nur noch die Strecke Piotrków Trybunalski – Warschau – Białystok – Augustów. 1985 war die gesamte Trasse ebenfalls enthalten, jedoch weiter über Suwałki nach Kaunas projektiert. 1993 war die Linie Prag – Breslau – Łódź als Autobahn A8 geplant. Der Abschnitt Piotrków Trybunalski – Warschau war gestrichen. Der Plan enthielt nunmehr von Warschau aus wieder zwei Strecken, nämlich entlang der Landesstraße 8 über Białystok nach Vilnius sowie von dieser Linie abzweigend entlang der Woiwodschaftsstraße 677 und der Landesstraße 61 eine Verbindung über Suwałki nach Riga. 1996 änderte sich lediglich, dass nunmehr die Strecke Piotrków Trybunalski – Warschau wieder enthalten war. 2001 wurde der Status der Strecke Breslau – Łódź von einer Autobahn in die einer Schnellstraße geändert. Es entfiel die Verbindung Prag – Breslau ebenso wie die Strecken Piotrków Trybunalski – Warschau und die Zweigstrecke entlang der Woiwodschaftsstraße 677 und Landesstraße 61 nach Augustów. Die S8 sollte nun über Białystok, Augustów nach Riga geführt werden. 2003 wurde die Umgehung von Breslau wieder als A8 projektiert. Die restliche Strecke der S8 erhielt ihren heutigen Verlauf. 2004 änderte sich hieran nichts mehr. Im Oktober 2009 wurde die Planung für die Schnellstraße S61 wieder aufgenommen. Mit dem Beschluss, die S61 doch zu bauen, wird die S8 nur noch bis Białystok gebaut. Dort soll sie auf die Schnellstraße S19 treffen. Im September 2018 wurde die Planung der S8 von Breslau nach Glatz aufgenommen.
| \| Abschnitt[17] \| Länge \| Bauzeit \| Baukosten \| Verkehrsübergabe \| \| -------------------------------------------------------------- \| ------------------- \| ----------------------------------------------- \| ----------------------------------------------- \| ----------------------------------------------- \| \| Knoten Kobierzyce Północ – Knoten Wrocław-Południe \| 004,5 km \| 2008–2010 \| (1) \| 30. Dezember 2010[18] \| \| Knoten Wrocław-Pawłowice – Knoten Oleśnica-Zachód \| 022,6 km \| 2009–2012 \| 565 Mio. Złoty (135 Mio. Euro) \| 8. Oktober 2012 \| \| Knoten Oleśnica-Zachód – Knoten Oleśnica-Wschód \| 014,3 km \| 2004–2006 \| – \| 28. November 2006 \| \| Knoten Oleśnica-Wschód – Knoten Syców-Wschód \| 025,1 km \| 2009–2012 \| 468 Mio. Złoty (112 Mio. Euro) \| 30. November 2012 \| \| Knoten Syców-Wschód – Knoten Kępno-Krążkowy \| 015,3 km \| 2011–2013 \| 325 Mio. Złoty (81 Mio. Euro) \| 21. Dezember 2013 \| \| Knoten Kępno-Krążkowy – Knoten Wieruszów \| 016,6 km \| 2011–2013 \| 528 Mio. Złoty (132 Mio. Euro) \| 21. Dezember 2013 \| \| Knoten Wieruszów – Knoten Wieluń \| 013,1 km \| 2011–2013 \| 234 Mio. Złoty (59 Mio. Euro) \| 21. Dezember 2013 \| \| Knoten Wieluń \| 002,0 km \| 2011–2013 \| 118 Mio. Złoty (30 Mio. Euro) \| 21. Dezember 2013 \| \| Knoten Wieluń – Knoten Złoczew \| 019,0 km \| 2012–2014 \| 710 Mio. Złoty (178 Mio. Euro) \| 29. Oktober 2014 \| \| Knoten Złoczew – Knoten Sieradz-Południe \| 019,6 km \| 2012–2014 \| 683 Mio. Złoty (171 Mio. Euro) \| 29. Oktober 2014 \| \| Knoten Sieradz-Południe – Knoten Łask \| 033,6 km \| 2012–2014 \| 1,4 Mrd. Złoty (350 Mio. Euro) \| 29. November 2014 \| \| Knoten Łask – Knoten Róża \| 009,2 km \| 2011–2014 \| 550 Mio. Złoty (138 Mio. Euro) \| 8. August 2014 \| \| Knoten Róża – Knoten Rzgów \| 017,3 km \| 2011–2014 \| 848 Mio. Złoty (212 Mio. Euro) \| 11. April 2014 \| \| Knoten Rzgów – Knoten Łódź-Południe \| 002,1 km \| 2011–2016 \| 848 Mio. Złoty (212 Mio. Euro) \| 1. Juli 2016 \| \| Knoten Łódź-Południe (A1) \| 001,3 km \| 2011–2016 \| 198 Mio. Złoty (50 Mio. Euro) \| 1. Juli 2016 \| \| Knoten Łódź-Południe – Knoten Tuszyn (2) \| 012,9 km \| Realisierung als Abschnitt der Autobahn A1 \| Realisierung als Abschnitt der Autobahn A1 \| Realisierung als Abschnitt der Autobahn A1 \| \| Knoten Tuszyn – Knoten Piotrków Trybunalski-Zachód (2) \| 005,6 km \| Realisierung als Abschnitt der Autobahn A1 \| Realisierung als Abschnitt der Autobahn A1 \| Realisierung als Abschnitt der Autobahn A1 \| \| Knoten Piotrków Tryb.-Zachód – Knoten Rawa Mazowiecka-Północ \| 061,2 km \| 2009–2012 \| 1,7 Mrd. Złoty (405 Mio. Euro) \| 26. Oktober 2012 \| \| Knoten Rawa Mazowiecka-Północ – Grenze W. Łódź/W. Masowien \| 022,8 km \| 2010–2012 \| 466 Mio. Złoty (111 Mio. Euro) \| 17. Oktober 2012 \| \| Grenze W. Łódź/W. Masowien – Knoten Radziejowice \| 011,3 km \| 2010–2013 \| 190 Mio. Złoty (48 Mio. Euro) \| 24. August 2013 \| \| Knoten Radziejowice – Knoten Siestrzeń \| 009,9 km \| 2016–2019 \| 307 Mio. Złoty (77 Mio. Euro) \| 15. Juli 2019 \| \| Knoten Siestrzeń – Knoten Paszków \| 011,6 km \| 2015–2018 \| 437 Mio. Złoty (109 Mio. Euro) \| 12. Oktober 2018 \| \| Knoten Paszków – Knoten Warszawa-Janki \| 003,6 km \| 2013–2015 \| 566 Mio. Złoty (142 Mio. Euro) \| 14. Dezember 2015 \| \| Knoten Warszawa-Janki – Knoten Warszawa-Opacz \| 006,3 km \| 2013–2015 \| 566 Mio. Złoty (142 Mio. Euro) \| 17. Juli 2015 \| \| Knoten Warszawa-Opacz – Knoten Konotopa (3) \| 005,8 km \| Realisierung als Abschnitt der Schnellstraße S2 \| Realisierung als Abschnitt der Schnellstraße S2 \| Realisierung als Abschnitt der Schnellstraße S2 \| \| Knoten Konotopa – Knoten Warszawa-Powązkowska \| 010,4 km \| 2008–2010 \| 2,7 Mrd. Złoty (659 Mio. Euro) \| 19. Januar 2011[19][20] \| \| Knoten Warszawa-Powązkowska – Knoten Warszawa-Modlińska \| 004,6 km \| 2013–2015 \| 796 Mio. Złoty (199 Mio. Euro) \| 11. September 2015 \| \| Knoten Warszawa-Modlińska – Knoten Marki \| 007,0 km \| 2009–2012 \| 869 Mio. Złoty (207 Mio. Euro) \| 6. Juni 2012 \| \| Knoten Marki – Knoten Kobyłka \| 008,1 km \| 2014–2017 \| 332 Mio. Złoty (83 Mio. Euro) \| 23. Dezember 2017 \| \| Knoten Kobyłka -Knoten Radzymin-Południe \| 007,3 km \| 2014–2017 \| 406 Mio. Złoty (102 Mio. Euro) \| 23. Dezember 2017 \| \| Knoten Radzymin-Południe – Knoten Mostówka \| 021,1 km \| 2006–2009 \| 448 Mio. Złoty (114 Mio. Euro) \| 31. Juli 2009 \| \| Knoten Mostówka – Knoten Wyszków-Północ \| 012,4 km \| 2006–2008 \| 261 Mio. Złoty (68 Mio. Euro) \| 14. November 2008 \| \| Knoten Wyszków-Północ – Knoten Poręba \| 013,0 km \| 2016–2018 \| 335 Mio. Złoty (84 Mio. Euro) \| 19. Oktober 2018 \| \| Knoten Poręba – Knoten Ostrów Maz.-Brok \| 016,1 km \| 2016–2018 \| 404 Mio. Złoty (101 Mio. Euro) \| 17. September 2018 \| \| Knoten Ostrów Mazowiecka-Brok – Knoten Ostrów Maz.-Podborze \| 006,8 km \| 2001–2003 \| 33 Mio. Złoty (8 Mio. Euro) \| 16. Dezember 2003 \| \| Knoten Ostrów Maz.-Podborze – Grenze W. Masowien/W. Podlachien \| 009,4 km \| 2016–2018 \| 249 Mio. Złoty (63 Mio. Euro) \| 27. Juli 2018 \| \| Grenze W. Masowien/W. Podlachien – Knoten Zambrów-Zachód \| 014,9 km \| 2015–2017 \| 455 Mio. Złoty (114 Mio. Euro) \| 22. Dezember 2017[21] \| \| Knoten Zambrów-Zachód – Knoten Zambrów-Wschód \| 011,1 km \| 2009–2012 \| 325 Mio. Złoty (78 Mio. Euro) \| 2. Juli 2017 \| \| Knoten Zambrów-Wschód – Knoten Mężenin \| 015,4 km \| 2014–2016 \| 435 Mio. Złoty (109 Mio. Euro) \| 22. Dezember 2016[22] \| \| Knoten Mężenin – Knoten Jeżewo \| 014,3 km \| 2014–2017 \| 441 Mio. Złoty (110 Mio. Euro) \| 12. September 2012 \| \| Knoten Jeżewo – Knoten Białystok-Zachód \| 024,5 km \| 2009–2012 \| 675 Mio. Złoty (161 Mio. Euro) \| 12. September 2012 \| \| Summe \| 562,6 km 538,7 km * \| \| 18,4 Mrd. Złoty (4,3 Mrd. Euro) \| \| * Kilometerangabe ohne gemeinsame Abschnitte (1) Dieser Abschnitt wurde als Teil der Autobahn A8 realisiert, aber später umgewidmet. (2) Gemeinsamer Abschnitt mit der Autobahn A1 (3) Gemeinsamer Abschnitt mit der Schnellstraße S2 |                     |                                                 |                                                 |                                                 |
| Abschnitt | Länge               | Bauzeit                                         | Baukosten                                       | Verkehrsübergabe                                |
| Knoten Kobierzyce Północ – Knoten Wrocław-Południe | 004,5 km            | 2008–2010                                       | (1)                                             | 30. Dezember 2010                               |
| Knoten Wrocław-Pawłowice – Knoten Oleśnica-Zachód | 022,6 km            | 2009–2012                                       | 565 Mio. Złoty (135 Mio. Euro)                  | 8. Oktober 2012                                 |
| Knoten Oleśnica-Zachód – Knoten Oleśnica-Wschód | 014,3 km            | 2004–2006                                       | –                                               | 28. November 2006                               |
| Knoten Oleśnica-Wschód – Knoten Syców-Wschód | 025,1 km            | 2009–2012                                       | 468 Mio. Złoty (112 Mio. Euro)                  | 30. November 2012                               |
| Knoten Syców-Wschód – Knoten Kępno-Krążkowy | 015,3 km            | 2011–2013                                       | 325 Mio. Złoty (81 Mio. Euro)                   | 21. Dezember 2013                               |
| Knoten Kępno-Krążkowy – Knoten Wieruszów | 016,6 km            | 2011–2013                                       | 528 Mio. Złoty (132 Mio. Euro)                  | 21. Dezember 2013                               |
| Knoten Wieruszów – Knoten Wieluń | 013,1 km            | 2011–2013                                       | 234 Mio. Złoty (59 Mio. Euro)                   | 21. Dezember 2013                               |
| Knoten Wieluń | 002,0 km            | 2011–2013                                       | 118 Mio. Złoty (30 Mio. Euro)                   | 21. Dezember 2013                               |
| Knoten Wieluń – Knoten Złoczew | 019,0 km            | 2012–2014                                       | 710 Mio. Złoty (178 Mio. Euro)                  | 29. Oktober 2014                                |
| Knoten Złoczew – Knoten Sieradz-Południe | 019,6 km            | 2012–2014                                       | 683 Mio. Złoty (171 Mio. Euro)                  | 29. Oktober 2014                                |
| Knoten Sieradz-Południe – Knoten Łask | 033,6 km            | 2012–2014                                       | 1,4 Mrd. Złoty (350 Mio. Euro)                  | 29. November 2014                               |
| Knoten Łask – Knoten Róża | 009,2 km            | 2011–2014                                       | 550 Mio. Złoty (138 Mio. Euro)                  | 8. August 2014                                  |
| Knoten Róża – Knoten Rzgów | 017,3 km            | 2011–2014                                       | 848 Mio. Złoty (212 Mio. Euro)                  | 11. April 2014                                  |
| Knoten Rzgów – Knoten Łódź-Południe | 002,1 km            | 2011–2016                                       | 848 Mio. Złoty (212 Mio. Euro)                  | 1. Juli 2016                                    |
| Knoten Łódź-Południe (A1) | 001,3 km            | 2011–2016                                       | 198 Mio. Złoty (50 Mio. Euro)                   | 1. Juli 2016                                    |
| Knoten Łódź-Południe – Knoten Tuszyn (2) | 012,9 km            | Realisierung als Abschnitt der Autobahn A1      | Realisierung als Abschnitt der Autobahn A1      | Realisierung als Abschnitt der Autobahn A1      |
| Knoten Tuszyn – Knoten Piotrków Trybunalski-Zachód (2) | 005,6 km            | Realisierung als Abschnitt der Autobahn A1      | Realisierung als Abschnitt der Autobahn A1      | Realisierung als Abschnitt der Autobahn A1      |
| Knoten Piotrków Tryb.-Zachód – Knoten Rawa Mazowiecka-Północ | 061,2 km            | 2009–2012                                       | 1,7 Mrd. Złoty (405 Mio. Euro)                  | 26. Oktober 2012                                |
| Knoten Rawa Mazowiecka-Północ – Grenze W. Łódź/W. Masowien | 022,8 km            | 2010–2012                                       | 466 Mio. Złoty (111 Mio. Euro)                  | 17. Oktober 2012                                |
| Grenze W. Łódź/W. Masowien – Knoten Radziejowice | 011,3 km            | 2010–2013                                       | 190 Mio. Złoty (48 Mio. Euro)                   | 24. August 2013                                 |
| Knoten Radziejowice – Knoten Siestrzeń | 009,9 km            | 2016–2019                                       | 307 Mio. Złoty (77 Mio. Euro)                   | 15. Juli 2019                                   |
| Knoten Siestrzeń – Knoten Paszków | 011,6 km            | 2015–2018                                       | 437 Mio. Złoty (109 Mio. Euro)                  | 12. Oktober 2018                                |
| Knoten Paszków – Knoten Warszawa-Janki | 003,6 km            | 2013–2015                                       | 566 Mio. Złoty (142 Mio. Euro)                  | 14. Dezember 2015                               |
| Knoten Warszawa-Janki – Knoten Warszawa-Opacz | 006,3 km            | 2013–2015                                       | 566 Mio. Złoty (142 Mio. Euro)                  | 17. Juli 2015                                   |
| Knoten Warszawa-Opacz – Knoten Konotopa (3) | 005,8 km            | Realisierung als Abschnitt der Schnellstraße S2 | Realisierung als Abschnitt der Schnellstraße S2 | Realisierung als Abschnitt der Schnellstraße S2 |
| Knoten Konotopa – Knoten Warszawa-Powązkowska | 010,4 km            | 2008–2010                                       | 2,7 Mrd. Złoty (659 Mio. Euro)                  | 19. Januar 2011                                 |
| Knoten Warszawa-Powązkowska – Knoten Warszawa-Modlińska | 004,6 km            | 2013–2015                                       | 796 Mio. Złoty (199 Mio. Euro)                  | 11. September 2015                              |
| Knoten Warszawa-Modlińska – Knoten Marki | 007,0 km            | 2009–2012                                       | 869 Mio. Złoty (207 Mio. Euro)                  | 6. Juni 2012                                    |
| Knoten Marki – Knoten Kobyłka | 008,1 km            | 2014–2017                                       | 332 Mio. Złoty (83 Mio. Euro)                   | 23. Dezember 2017                               |
| Knoten Kobyłka -Knoten Radzymin-Południe | 007,3 km            | 2014–2017                                       | 406 Mio. Złoty (102 Mio. Euro)                  | 23. Dezember 2017                               |
| Knoten Radzymin-Południe – Knoten Mostówka | 021,1 km            | 2006–2009                                       | 448 Mio. Złoty (114 Mio. Euro)                  | 31. Juli 2009                                   |
| Knoten Mostówka – Knoten Wyszków-Północ | 012,4 km            | 2006–2008                                       | 261 Mio. Złoty (68 Mio. Euro)                   | 14. November 2008                               |
| Knoten Wyszków-Północ – Knoten Poręba | 013,0 km            | 2016–2018                                       | 335 Mio. Złoty (84 Mio. Euro)                   | 19. Oktober 2018                                |
| Knoten Poręba – Knoten Ostrów Maz.-Brok | 016,1 km            | 2016–2018                                       | 404 Mio. Złoty (101 Mio. Euro)                  | 17. September 2018                              |
| Knoten Ostrów Mazowiecka-Brok – Knoten Ostrów Maz.-Podborze | 006,8 km            | 2001–2003                                       | 33 Mio. Złoty (8 Mio. Euro)                     | 16. Dezember 2003                               |
| Knoten Ostrów Maz.-Podborze – Grenze W. Masowien/W. Podlachien | 009,4 km            | 2016–2018                                       | 249 Mio. Złoty (63 Mio. Euro)                   | 27. Juli 2018                                   |
| Grenze W. Masowien/W. Podlachien – Knoten Zambrów-Zachód | 014,9 km            | 2015–2017                                       | 455 Mio. Złoty (114 Mio. Euro)                  | 22. Dezember 2017                               |
| Knoten Zambrów-Zachód – Knoten Zambrów-Wschód | 011,1 km            | 2009–2012                                       | 325 Mio. Złoty (78 Mio. Euro)                   | 2. Juli 2017                                    |
| Knoten Zambrów-Wschód – Knoten Mężenin | 015,4 km            | 2014–2016                                       | 435 Mio. Złoty (109 Mio. Euro)                  | 22. Dezember 2016                               |
| Knoten Mężenin – Knoten Jeżewo | 014,3 km            | 2014–2017                                       | 441 Mio. Złoty (110 Mio. Euro)                  | 12. September 2012                              |
| Knoten Jeżewo – Knoten Białystok-Zachód | 024,5 km            | 2009–2012                                       | 675 Mio. Złoty (161 Mio. Euro)                  | 12. September 2012                              |
| Summe | 562,6 km 538,7 km * |                                                 | 18,4 Mrd. Złoty (4,3 Mrd. Euro)                 |                                                 |

## Im Bau befindliche Abschnitte
| Abschnitt                                             | Länge    | Vertragsunterzeichnung | Bauzeit   | Baukosten                       | geplante Fertigstellung |
| ----------------------------------------------------- | -------- | ---------------------- | --------- | ------------------------------- | ----------------------- |
| Knoten Łagiewniki Zachód – Knoten Jordanów Śląski     | 011,2 km | 14. Dezember 2023      | 2023–2027 | 356 Mio. Złoty (82 Mio. Euro)   | September 2027          |
| Knoten Jordanów Śląski – Knoten Kobierzyce Południe   | 013,8 km | 14. Dezember 2023      | 2023–2027 | 401 Mio. Złoty (93 Mio. Euro)   | September 2027          |
| Knoten Kobierzyce Południe – Knoten Kobierzyce Północ | 007,5 km | 14. Dezember 2023      | 2023–2027 | 310 Mio. Złoty (71 Mio. Euro)   | September 2027          |
| Summe                                                 | 032,5 km |                        |           | 1,07 Mrd. Złoty (246 Mio. Euro) |                         |

## Geplante Abschnitte
| Abschnitt                                        | Länge     | geplante Bauzeit | voraussichtliche Baukosten    |
| ------------------------------------------------ | --------- | ---------------- | ----------------------------- |
| Boboszów (PL/CR) – Knoten Kłodzko                | 0≈42 km   | unbekannt        |                               |
| Knoten Kłodzko – Knoten Bardo                    | 0≈23 km   | unbekannt        |                               |
| Knoten Bardo – Knoten Ząbkowice Śląskie Północ   | 0014,0 km | 2026–2028        | 378 Mio. Złoty (89 Mio. Euro) |
| Knoten Ząbkowice Śląskie Północ – Knoten Niemczą | 0007,9 km | 2026–2028        | 306 Mio. Złoty (72 Mio. Euro) |
| Knoten Niemczą – Knoten Łagiewniki Zachód        | 0009,3 km | unbekannt        | 332 Mio. Złoty (77 Mio. Euro) |
| Summe                                            | 0096,3 km |                  |                               |

## Besonderheiten
Zwischen den Autobahnknoten Łódź-Południe und Piotrków Trybunalski-Zachód verläuft die S8 auf einem gemeinsamen Abschnitt mit der Autobahn A1. Zwischen den Knoten Warschau-Opacz und Konotopa verläuft die S8 zusammen mit den Schnellstraßen S2 und S7 auf einer Trasse. Vom Knoten Konotopa bis zum Knoten Warschau-Trasa N-S verlaufen die S7 und S8 weiterhin auf der gemeinsamen Trasse.
Im Zuge des Baus der Schnellstraße S61 wurde am 9. August 2022 die Anschlussstelle "Ostrów Mazowiecka-Północ" in Höhe der DW627 stillgelegt. Der Anschluss der S61 wurde dann ca. 1 Jahr später am 13. Oktober 2023 am gleichnamigen Knoten eröffnet.

## Planungskonflikte und Proteste

### Streckenführung in der Woiwodschaft Łódź
Für den Abschnitt der S8 zwischen Kępno und der A1 wurden insgesamt drei Trassenvarianten entwickelt.
Die erste, auch als Łódźer Variante oder nördliche Variante bezeichnet, sollte von Kępno über Sieradz, Zduńska Wola, Łask, Pabianice zur A1 führen und gleichzeitig den südlichen Teil des Autobahnringes um Łódź bilden. Zwischen Wieluń und Róża verlief die Trasse parallel zur damaligen DK14.
Die zweite, auch als südliche Variante bezeichnet, sollte von Kępno über Wieluń, Bełchatów nach Piotrków Trybunalski verlaufen, parallel zur bisherigen DK8.
Eine dritte Variante war von Kępno über Złoczew direkt nach Łask und dann weiter auf der Nordvariante zur A1 angedacht, also ohne Anbindung der Städte Sieradz und Zdunska Wola.
Im Juni 2007 entschied sich die für die Planung zuständige Gesellschaft GDDKiA für die Südvariante. Zur Begründung wurde vorgetragen, dass nur bei der südlichen Trasse eine Finanzierung mit Fördergeldern der EU möglich sei, dass die Nordtrasse durch das Natura-2000-Schutzgebiet Grabia-Tal verliefe, dass die Nähe zur gebührenpflichtigen A2 zum Ausweichverkehr auf der Nordvariante führen würde, dass auch die Gebührenerhebung auf der gemeinsamen Trasse der S8 mit der A1 zwischen Łódź und Piotrków Trybunalski problematisch sei und die Streckenführung unmittelbar nach Piotrków Trybunalski aufgrund der dort einbindenden Strecken S12 und S74 günstiger sei.
Dies führte zu großen Protesten der Bevölkerung in den Städten Sieradz, Zdunska Wola und Łask, die sich eine Anbindung ihrer Region an das Schnellstraßennetz Polens versprochen hatten. Teilweise wurden sogar Straßenblockaden durchgeführt, um der Forderung nach einer Nordvariante Nachdruck zu verleihen. Die Befürworter der Nordtrasse trugen vor, dass an ihr die wichtigsten regionalen Städte lägen, dass hier das Zehnfache der Bevölkerung der mit der Südvariante erschlossenen Gebiete lebe und dass in Łask ein wichtiger NATO-Flughafen angebunden werden würde. Daraufhin hatte die GDDKiA ihre Pläne geändert: Im Mai und Juni 2009 fanden Anhörungen zu den Planungen der S8 über die Nordvariante statt. Schließlich entschied man sich für die Realisierung der Nordvariante, deren Fertigstellung nach fünfjähriger Planungs- und Bauzeit im Jahr 2014 erfolgte.

### Umgehung von Augustów und Querung des Rospuda-Tales
Im Zuge der Planungen der S8 Warschau–Riga wurde seit 1992 an einer Umgehungsstraße für Augustów in Nordostpolen gearbeitet. Es wurden mehrere Varianten geprüft und schließlich eine Trasse zum Bau freigegeben, die das Natura-2000-Schutzgebiet Rospuda-Tal schneidet. Gegen den Bau regte sich breiter Widerstand. Im Februar 2007 schaltete sich die Kommission der Europäischen Union ein und ordnete einen sofortigen Baustopp an. In der gewählten Trasse wurde eine erhebliche Gefahr für die Habitate geschützter Pflanzen- und Tierarten, insbesondere eine erhebliche Störung für viele Vogelarten gesehen, was gegen europäisches Recht verstoße. Auch sah man das Ökosystem der Gewässer und die Gewässerqualität durch das Projekt gefährdet. Es wurde vorgetragen, dass die im Vorhaben vorgesehenen ökologischen Ausgleichsmaßnahmen nicht EU-Recht entsprächen. Am 16. September 2008 stoppte das oberste Verwaltungsgericht in Polen den Bau der Via Baltica durch das Rospuda-Tal. Eine Änderung der Planung war daher erforderlich. Die für die Planung zuständige Niederlassung der GDDKiA hatte am 8. Juli 2009 einen neuen Bericht über die Umweltverträglichkeitsprüfung für die so genannte Raczki-Variante vorgelegt, die den Bau der S8 entlang der Woiwodschaftsstraßen 664 und 665 über den Ort Raczki vorsah. Mit der Wiederaufnahme der Planungen der Schnellstraße S61 im Oktober 2009 wurde die Umgehung Augustów nun Teil der S61 und die Schnellstraße S8 wurde bis Białystok verkürzt.

## Bilder

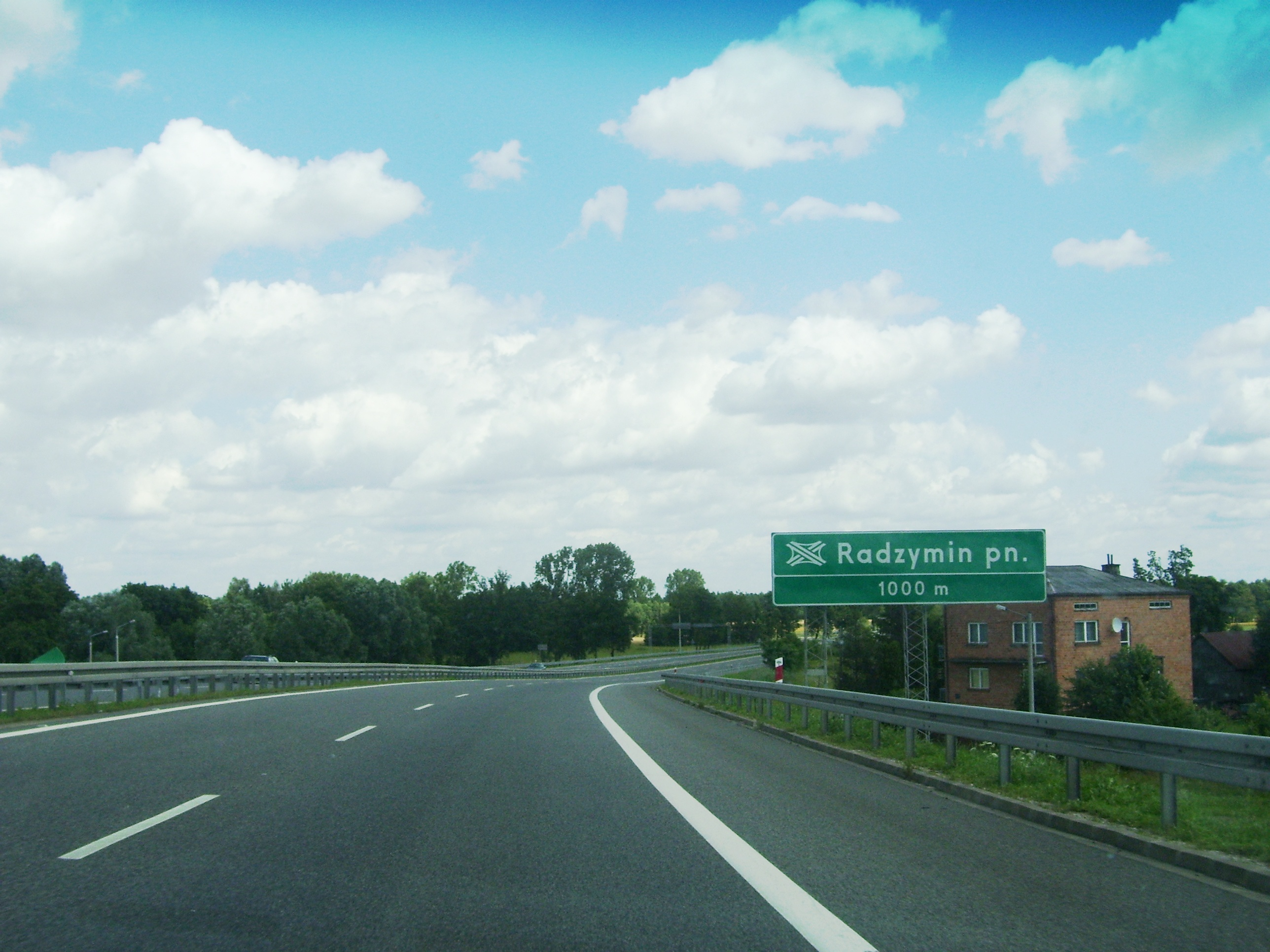
Ende der Umgehung von Radzymin
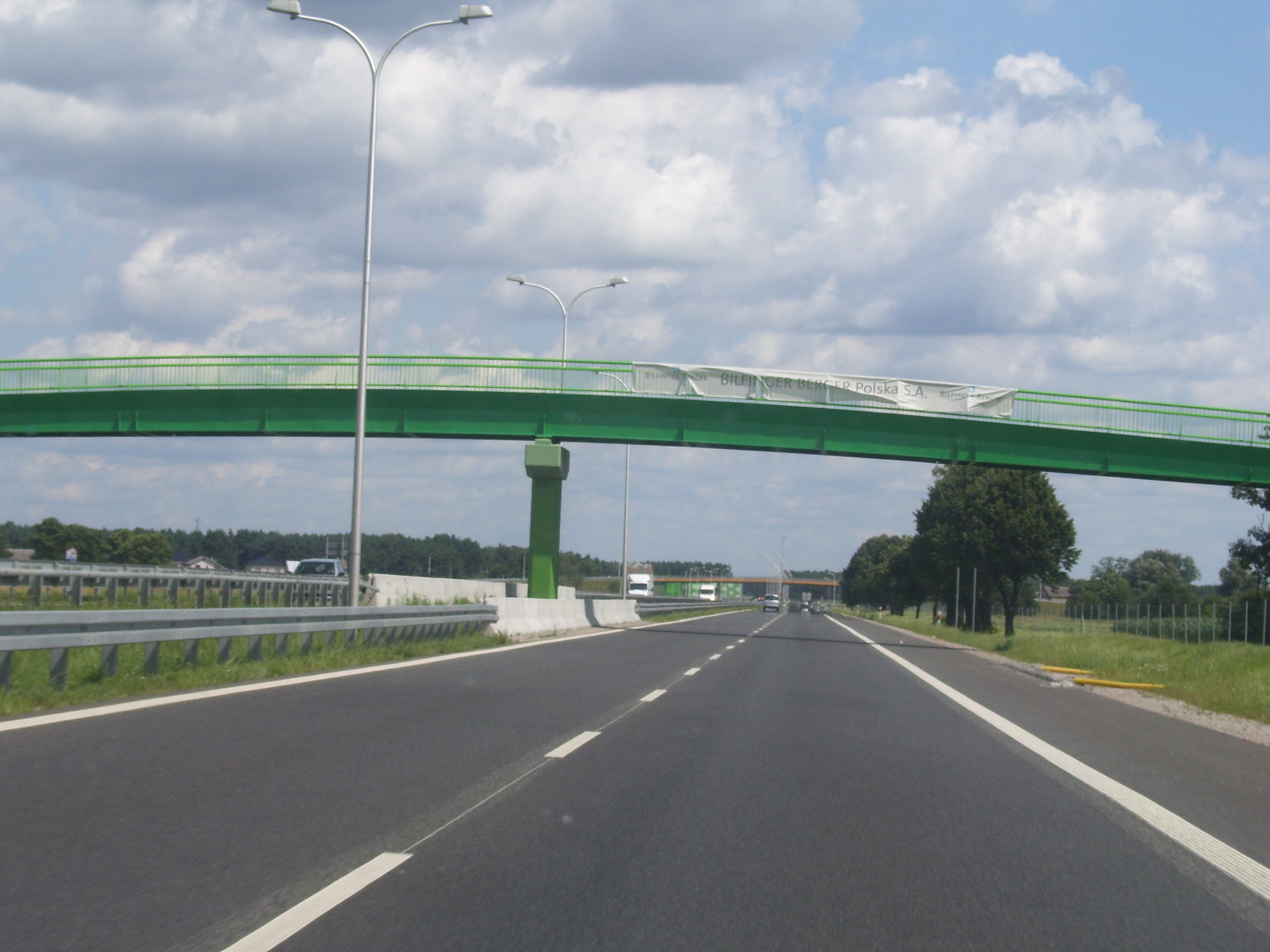
Abschnitt Radzymin-Wyszków
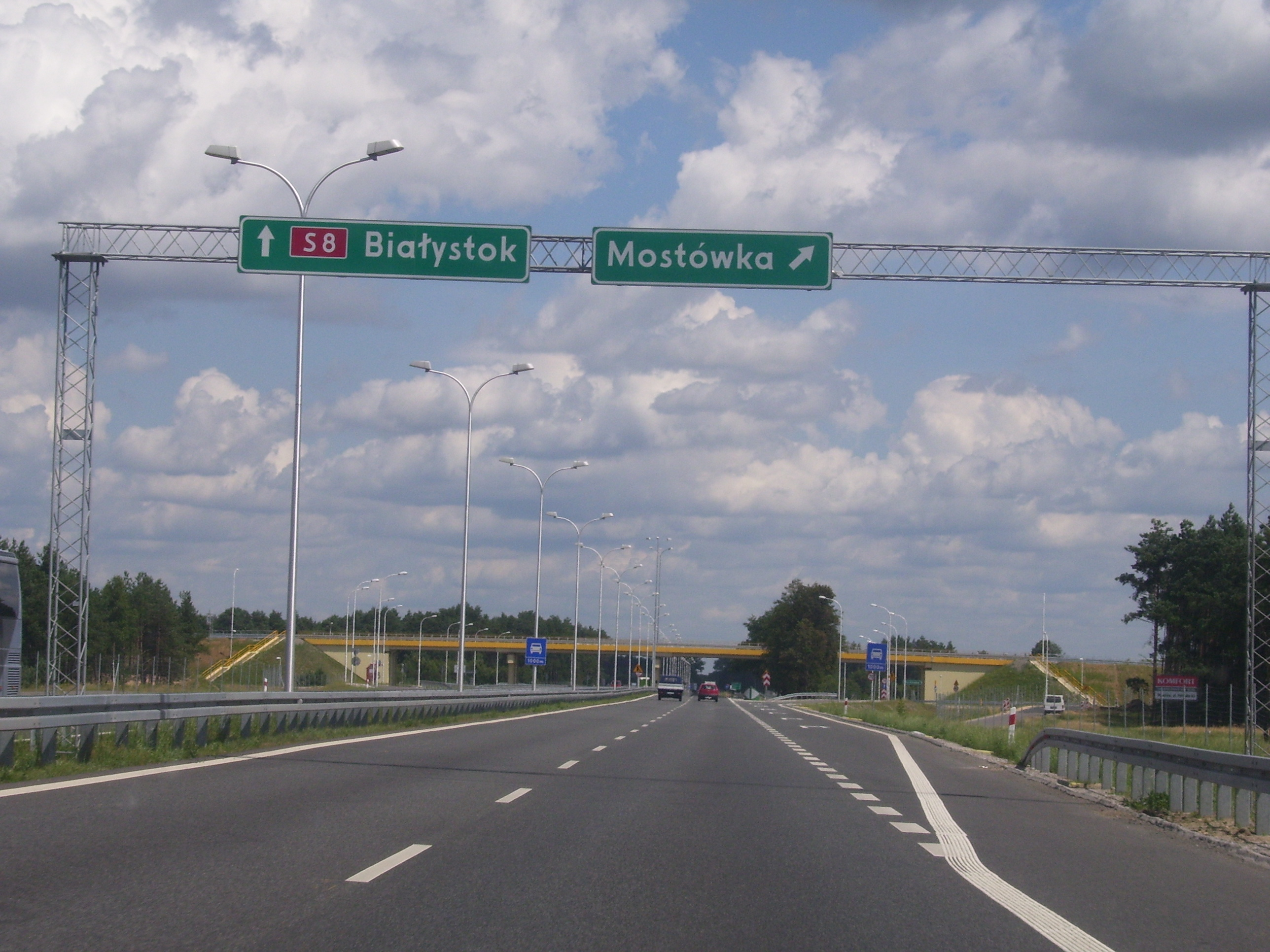
Beginn der Umgehung von Wyszków
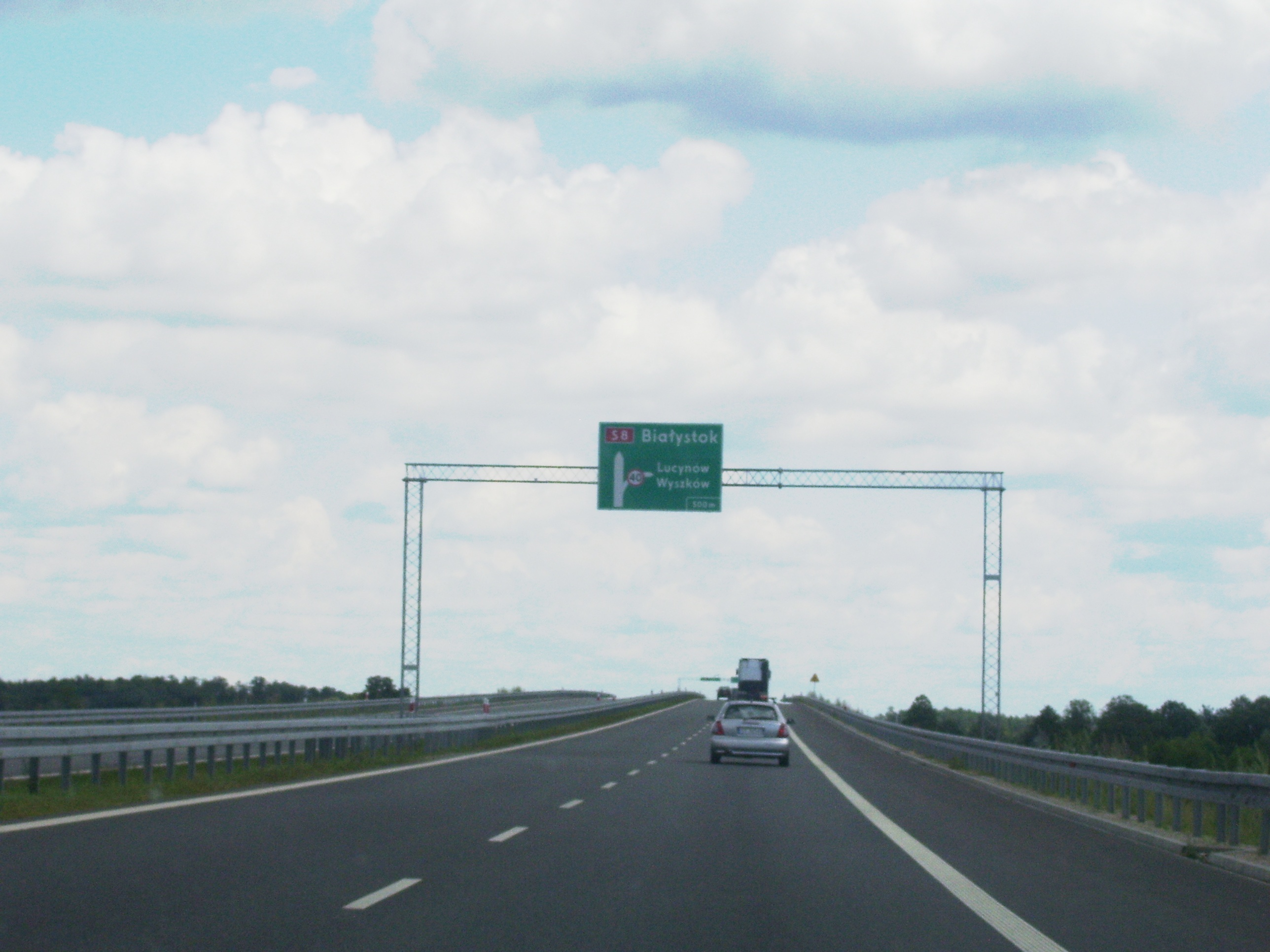
Autobahnknoten Lucynów
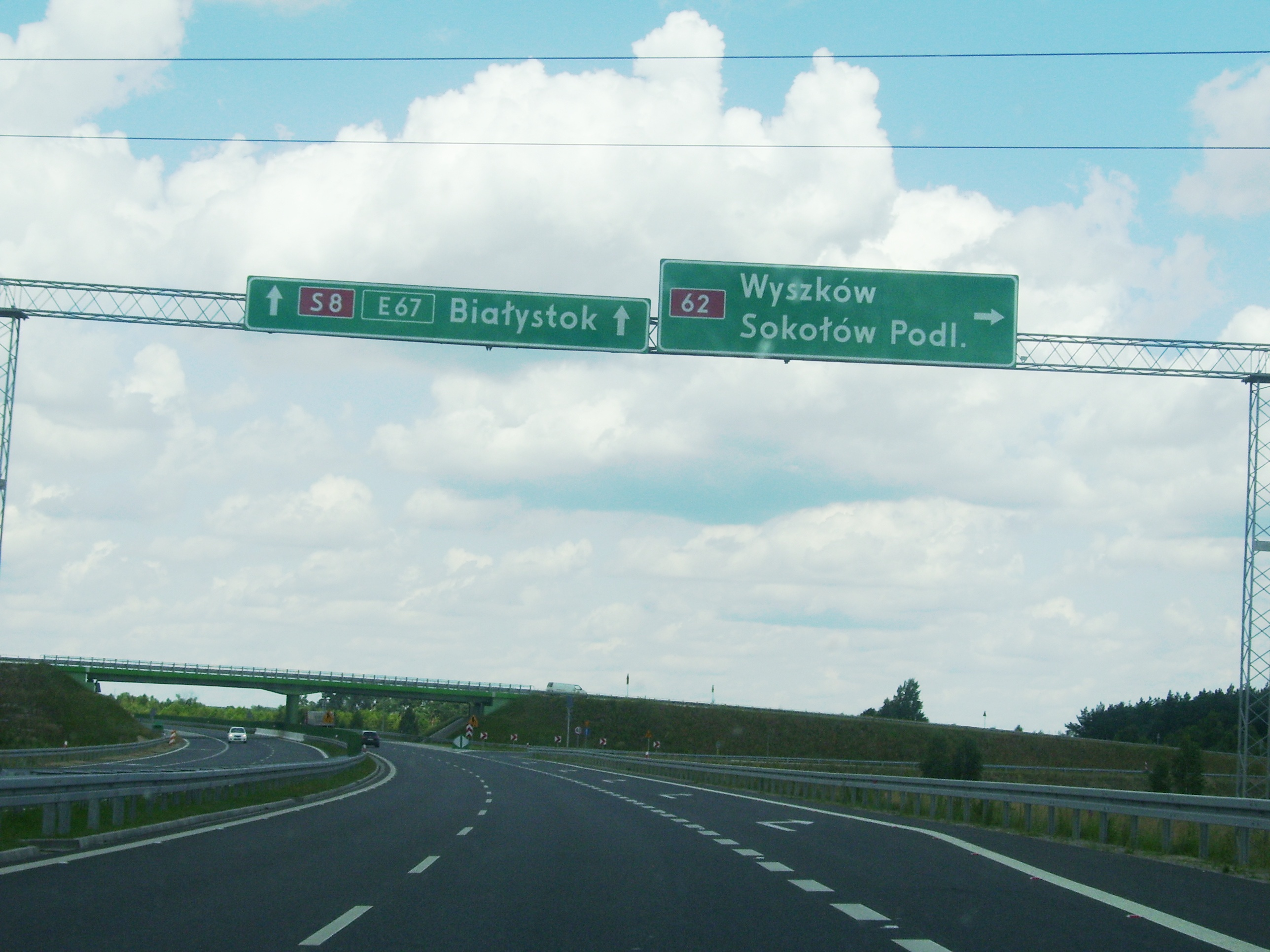
Knoten Skuszew
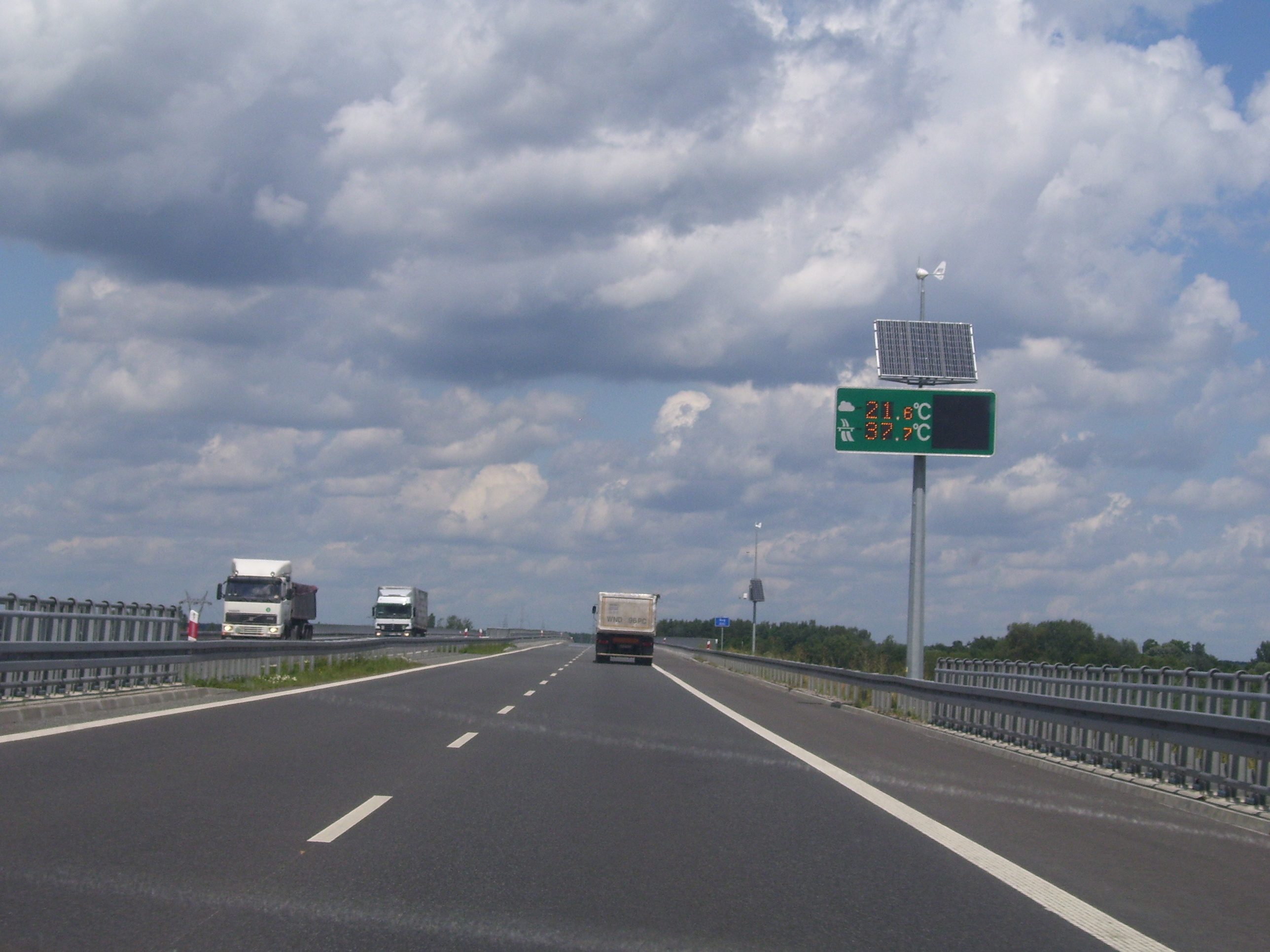
Brücke über dem Fluss Bug
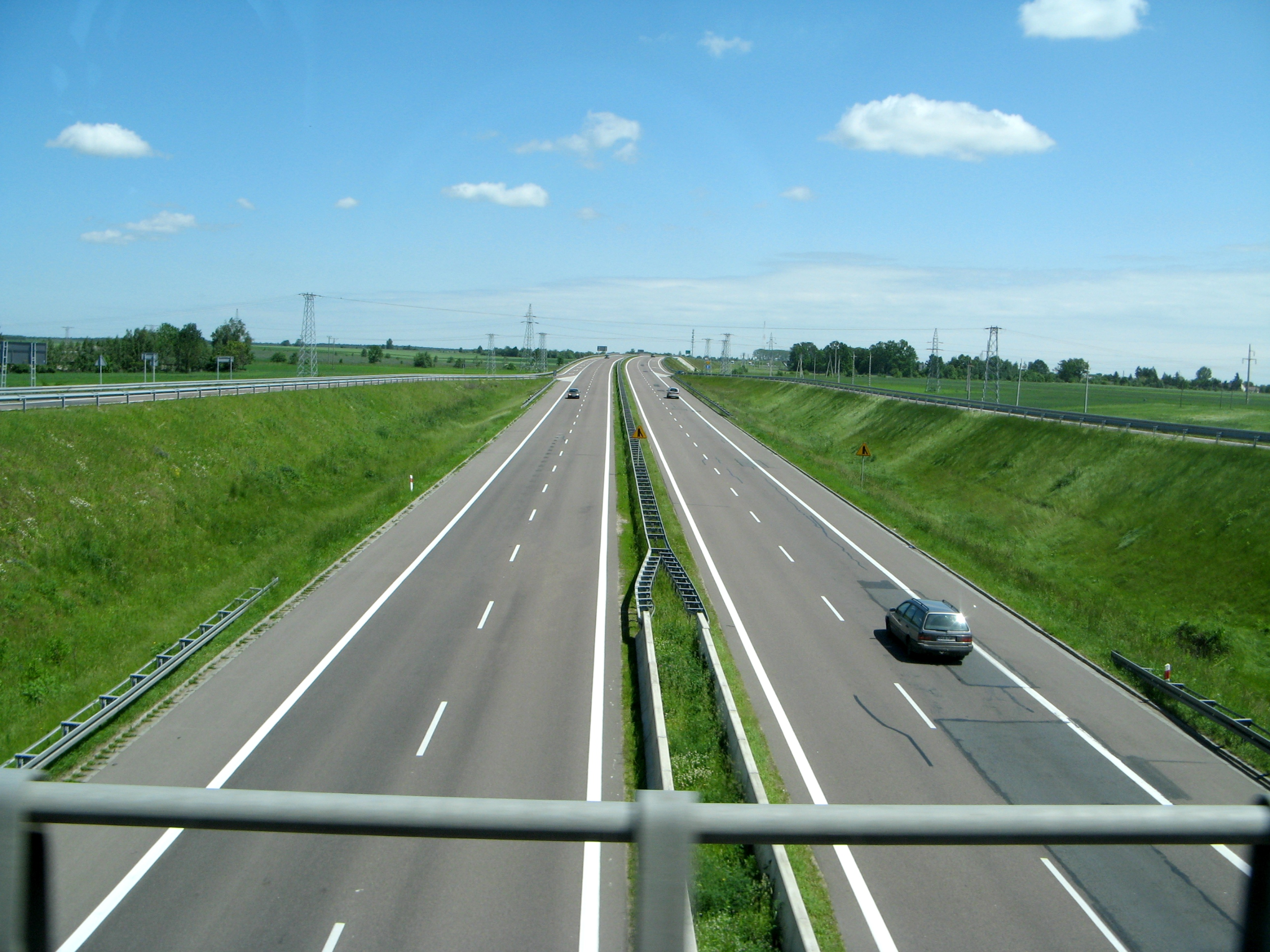
Umgehung von Ostrów Mazowiecka